# Orao
Vulturul (în croată Orao) este un film croat din 1990 regizat de Zoran Tadić. Se bazează pe Umjetni orao, un roman scris de Pavao Pavličić.
Rolurile principale au fost interpretate de actorii Vlatko Dulić⁠(d) (ca Vlado), Ivica Vidović⁠(d) (Krešo), Zdenko Jelčić⁠(d) (ca Milan), Božidar Orešković⁠(d) (ca Dražen) și Fabijan Šovagović⁠(d) – (Kristofić).

## Rezumat
Radovan Orlak, cunoscut de prietenii săi ca Orao (Vulturul), a căzut mortal de pe o clădire înaltă chiar de ziua lui. La aflarea veștii, patru dintre prietenii săi vechi - Milan, Dražen, Krešo și Vlado - își dau seama cât de puține știau despre el și încep să investigheze în speranța de a descoperi ce s-a întâmplat cu adevărat. Cei patru presupun că prietenul lor s-a sinucis și încep să se răzbune pe oamenii pe care îi consideră responsabili de acest lucru.
După un timp, aceștia află că Orao s-ar fi întâlnit cu un bărbat neidentificat în noaptea morții sale și încep să suspecteze că a fost de fapt ucis...

## Distribuție
- Vlatko Dulić⁠(d) – Vlado
- Ivica Vidović⁠(d) – Krešo
- Zdenko Jelčić⁠(d) – Milan
- Božidar Orešković⁠(d) – Dražen
- Fabijan Šovagović⁠(d) – Kristofić
- Gordana Gadžić⁠(d) – Zlatka
- Ksenija Pajić⁠(d) – Branka
- Iva Marjanović – Jasna
- Ljiljana Bogojević – Zdravka
- Renata Ćurković – Marjana
- Otokar Levaj – Tajnik
- Smiljka Bencet – Čistačica
- Boris Festini – violonist

## Lansare și primire
La scurt timp după finalizarea filmului, studiourile Marjan Film au dat faliment, datorită declanșării Războaielor Iugoslave. Astfel, filmul nu a fost niciodată distribuit în cinematografe.
În timp ce baza de date a Asociației de Film Croate a evaluat Orao cel mai slab film al lui Tadić până în prezent, criticul de film croat Nenad Polimac⁠(d) l-a adăugat în selecția sa din 2007 de filme „clasice pierdute” ale cinematografiei croate.